# Miquel Sánchez i González
Miquel Sánchez i González (Cerdanyola del Vallès, 21 de setembre de 1943) és un enginyer tècnic industrial i doctor en Història i en Filosofia, que escriu en llengua catalana i castellana.
Va treballar durant 25 anys a la fàbrica Uralita de Cerdanyola del Vallès (1958-1983) i altres 25 més a la de Voith Paper de Guissona. Ha publicat nombrosos llibres i articles d'història i s'ha dedicat a la crònica periodística com a col·laborador habitual de diverses publicacions locals i regionals durant més de vint anys (Revista de Sardanyola, Cerdanyola Informacions, Tot Cerdanyola, El 9 Nou...). Forma i ha format part de moltes associacions i entitats com ara el moviment Rialles, l'Associació d'Afectats per l'Amiant, Òmnium Cultural…; i ha estat implicat en la direcció d'algunes d'aquestes.

## Obra[1]

### Assaig
Col·lecció “Història de Cerdanyola”
- 1977 El topònim Cerdanyola. Un estudi sobre el nom del poble
- 1978 La Cerdanyola prehistòrica i Antiga. Les arrels de Cerdanyola
- 1979 Síntesi d'història de Cerdanyola
- 1980 La geografia de Cerdanyola i la rodalia
- 1981 La Cerdanyola Medieval 1717-1482
- 1982 La Cerdanyola Moderna 1482-1814
- 1983 La Cerdanyola Contemporània 1814-1975
- 1984 La toponímia de Cerdanyola

### Altres
- 1981 El model territorial i el polígon Canaletes
- 1987 El Vallès, fa mil anys
- 1987 Ingeniería del Fieltro Papelero
- 1992 Orígens històrics del Vallès (segles X-XI)
- 1993 La Segona República i la Guerra Civil a Cerdanyola, 1931-1939
- 1996 Mil·lenari de Sant Iscle de les Feixes (995-1995), amb el treball "Sant Iscle de les Feixes: Història d'una parròquia de muntanya (segles X-XIX)" (p. 53-111)
- 1997 Cerdanyola abans-d'ahir.
- 1998 Camins. Excursions per Collserola
- 1999 Centenari Carles Buïgas 1898-1979. La visió cerdanyolenca.
- 1999 Can Fatjó del Molí, 1144-1987. Nou segles d'història d'un mas de
- 2001 El Cister: i al principi fou Valldaura. Santa Maria de Valldaura, 1150-1169
- 2005 Història de Cerdanyola. Dels orígens al segle vint
- 2006 Sant Martí de Cerdanyola. Centenari de l'església nova (1906-2006)
- 2006 Ingeniería de los fieltros papeleros
- 2011 La terra de Thule
- 2012 Can Fatjó dels Xiprers. Nou segles de vida pagesa a Cerdanyola
- 2014 La guerra de successió al Vallès Meridional
- 2016 Berenguer de Saltells. Matar per la dignitat (1350)
- 2016 Els molins paperers del Ripoll inferior

### Poesia
- 1982 Un día o una vida
- 1982 Tardor 82
- 1984 30 sonetos y uno, al final del
- 1984 Aura
- 1992 Encenall d'un vertigen solitari
- 1997 Partences
- 1997 Postals Rosselloneses
- 2004 Identitats
- 2008 La rebel·lió dels mots
- 2014 Entre escletxes
- 2015 Assegut al pedrís
- 2017 El Priorat: llicorella i poesia (amb Elisa Riera)

### Narrativa breu
- 1996 “Les plomes dels galliners”, premi local “Molí d'en Xec” 1995, dins de Molí d'en Xec. Premis de Narrativa Curta, 1991-1995
- 2001 “Salsa Vallesana”, “Xarop de bastó” i “El misteri de la casa enrunada”, dins de Contes metropolitans, del col·lectiu “Perifèrics”.
- 2008 “El mort que venia del totxo” dins de “Epitafi” del grup Perifèrics.

## Premis i reconeixements[calcitació]
- Escut de plata del municipi de Cerdanyola del Vallès (1987)[1]
- Paco Mollà de poesia de Petrer: Encenall d'un vertigen solitari (1992)
- VIII Premi Amics de Pompeia, de Barcelona per Popurri al Collserola (1994)
- Jocs Florals de la Ginesta d'Or de Perpinyà: Postals rosselloneses (1997)
- Premi especial Sant Martí dins dels premis Cerdanyolenc de l'any (2005)
- Premi de poesia del XII Certamen de Poesia "Adolfo Utor Acevedo", de Dénia per La rebel·lió dels morts (2008)
- IV Premi Narrativa W. Ayguals de Izco, de Vinaròs per La terra de Thule (2010)